# غوردون يوجين مارتن
غوردون يوجين مارتن (بالإنجليزية: Gordon Eugene Martin)‏ هو فيزيائي أمريكي، ولد في 22 أغسطس 1925 في سان دييغو في الولايات المتحدة.